# وان آویگنا پارک
وان آویگنا پارک (انگلیسی: One Avighna Park) ساختمان مسکونی ۶۴ طبقه مستقر در شهر بمبئی، هند است.